# Arash Derambarsh
Arash Derambarsh (París, 25 de julio de 1979) es un político, escritor y abogado francés. Pertenece al partido político UDF (Unión por la Democracia Francesa).

## Lucha contra el desperdicio de alimentos
Derambarsh ha hecho muchos esfuerzos con el fin de evitar el desperdicio de alimentos. Sabiendo la gran cantidad de alimentos desperdicios por los supermercados, él buscaba una manera legal para repartir los alimentos entre los más necesitados. Derambarsh y su equipo lograron a reunir 21000 firmas y enviar su proyecto al parlamento francés. Finalmente, con su propuesta, se aprobó una ley en el parlamento francés, según la cual las tiendas de más de 400 metros cuadrados no podrán tirar los alimentos no vendidos y aún consumibles. Además, según la nueva ley, se debe enseñar el uso correcto de los alimentos en las escuelas francesas.  Él ha publicado un libro titulado «Manifeste contre le gaspillage alimentaire». Por este libro, Derambarsh ganó el premio “Edgar Faure”, al mejor libro político del año.
En 2016, la revista estadounidense, Foreign Policy, puso el nombre de Derambarsh entre los 100 grandes pensadores del mundo.